# The Beauty & The Best
A The Beauty & The Best Bonnie Tyler 52. hivatalosan megjelent válogatásalbuma.

## A kiadványról
1998-ban jelent meg először Nyugat Európában, majd Európa egész területén és az USA-ban is. 16 dalt tartalmaz, melyek többnyire slágerlistás dalok voltak még a kilencvenes évek elején. Ahogy a lemez címe is utal rá a legszebbek és legjobbak kerültek fel a korongra, mint például a Bitterblue (kislemez), Fools Lullaby, Against the Wind. De a többnyire Dieter Bohlen dalokat felsorakoztató lemezen két tempósabb, rockosabb dal is helyet kapott. Az egyik a Giorgio Moroder által komponált Love is in Love again a másik pedig egy akciófilm betétdala, a Breakout. A lemez Norvégiában és pár évvel később Németországban is felkerült a toplistákra. Köszönhető ez annak, hogy egyszerű csomagolása miatt az olcsó (Nice Price) CD kategóriába tartozik.

## Dalok
| #  | Dalcím                             | Zeneszerző                    | Producer           | Hossz |
| -- | ---------------------------------- | ----------------------------- | ------------------ | ----- |
| 1  | Where Were You (Radio Mix)         | Albert Hammond / Holly Knight | Roy Bittan         | 3:36  |
| 2  | Bitterblue                         | Dieter Bohlen                 | Dieter Bohlen      | 3:55  |
| 3  | Take A Chance                      | Dieter Bohlen                 | Dieter Bohlen      | 3:37  |
| 4  | I Climb Every Mountain             | J. Blake                      | Dieter Bohlen      | 3:33  |
| 5  | Against the Wind                   | Dieter Bohlen                 | Dieter Bohlen      | 3:37  |
| 6  | Angel Heart                        | Dieter Bohlen                 | Dieter Bohlen      | 3:47  |
| 7  | Fools Lullaby                      | Dieter Bohlen                 | Dieter Bohlen      | 3:50  |
| 8  | You Are So Beautyful               | Preston / Fisher              | Dieter Bohlen      | 2:20  |
| 9  | From the Bottom of My Lonely Heart | Dieter Bohlen                 | Dieter Bohlen      | 3:35  |
| 10 | Call Me (Extended Version)         | Dieter Bohlen                 | Dieter Bohlen      | 3:58  |
| 11 | Sally Comes Around                 | S. Benson                     | Dieter Bohlen      | 3:38  |
| 12 | Sending Me Angels                  | Frankie Miller                | Frankie Miller     | 5:25  |
| 13 | Save Me                            | A. Hammond / D. Warren        | Dieter Bohlen      | 4:07  |
| 14 | Bad Dreams                         | S. Benson                     | Dieter Bohlen      | 3:55  |
| 15 | Love Is In Love Again              | Giorgio Moroder               | Giorgio Moroder    | 4:40  |
| 16 | Breakout                           | Harold Faltermeyer            | Harold Faltermeyer | 3:59  |

## Toplista
| The Beauty & The Best | Legjobb helyezés |
| --------------------- | ---------------- |
| Norvégia (2001)       | 8                |
| Németország (2003)    | 17               |